# Blind Boy Fuller
Blind Boy Fuller (nascido Fulton Allen em 10 de julho de 1907 e morreu em 13 de fevereiro de 1941) foi um guitarrista e cantor de Blues. Ele foi o mais popular artista de Blues e Country da gravadora Piedmont, um grupo que incluía Blind Blake, Josh White e Buddy Moss.

## Vida e carreira
Fulton Allen nasceu em Wadesboro, Carolina do Norte, filho de Calvin Allen e Mary Jane Walker. Filho de uma família de 10 crianças, após a morte de sua mãe se mudou com o pai para Rockingham. Aprendeu a tocar guitarra ainda garoto e também com os artistas mais velhos as canções do campo, country rags, e canções tradicionais e Blues, populares entre os pobres e áreas rurais.
Ele se casou com Cora Allen ainda jovem e trabalhou como assalariado, mas começou a perder sua visão na adolescência. Segundo o pesquisador Bruce Bastin "Enquanto ele estava morando em Rockingham, começou a ter problemas com seus olhos. Ele foi ver um médico em Charlotte, que supostamente lhe disse que ele tinha úlceras por trás dos olhos, devido aos prejuízos iniciais terem sido causadas por algum tipo de catarata". Somente a primeira parte do seu diagnóstico estava correto. Em 1937 um exame ocular atribuiu sua perda de visão a uma conjutivite neonatal não tratada.
Por volta de 1928 ele ficou completamente cego e começou a procurar qualquer emprego como músico, frequentemente tocando nas ruas. Estudando as gravações de country e blues de músicos como Blind Blake e tocando músicas de Gary Davis, Allen passou a ser um guitarrista formidável, e tocando nas esquinas e casas noturnas em Winston-Salem, NC, Danville, VA, e então Durham, Carolina do Norte.

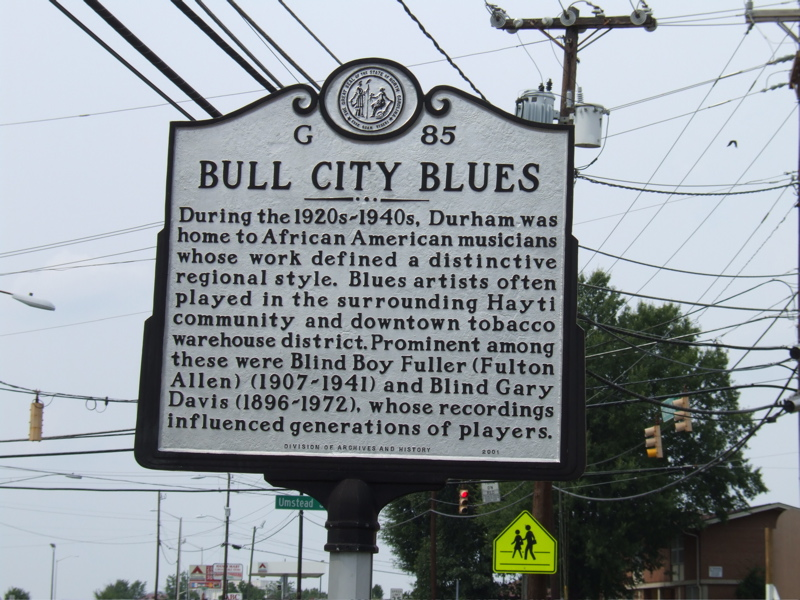
Bull City Blues, Durham, North Carolina

Em 1935, Burlington record store manager and talent scout James Baxter Long secured him a recording session with the American Recording Company (ARC).  Allen, Davis and Washington recorded several tracks in New York City, including the traditional "Rag, Mama, Rag".  To promote the material, Long decided to rename Allen as "Blind Boy Fuller", and also named Washington Bull City Red.
Em 1935, um gerente de loja de discos e caçador de talentos de Burlington James Baxter Long Longo garantiu-lhe uma sessão de gravação com a American Recording Company (ARC) (ARC). Allen, Davis e Washington gravaram várias faixas em Nova York, incluindo o "Rag, Mama, Rag" tradicional. Para promover o material, Long decidiu mudar o nome de Allen para "Blind Boy Fuller", e também chamado Washington.
Ao longo dos próximos cinco anos, Fuller fez mais de 120 compactos, e suas gravações apareceram em vários rótulos. Seu estilo de cantar era áspero e direto, e suas letras explícitas e desinibidas que retratavam sua vida como pessoa negra, cega e desfavorecidos das ruas - presídios, doença, morte, com uma honestidade sem sentimentalismo. Embora ele não fosse sofisticado, sua arte como um cantor folk estava na honestidade e integridade de sua auto-expressão. Suas canções continham desejo, amor, ciúme, decepção, ameaça e humor.
Em abril de 1936, Fuller gravou dez apresentações solo, e também gravou com o guitarrista Floyd Council. No ano seguinte, após audição para J. Mayo Williams, ele gravou para o selo Decca, mas depois voltou à American Recording Company (ARC). Mais tarde, em 1937, ele fez suas primeiras gravações com Sonny Terry. Em 1938 Fuller, que foi descrito como tendo um temperamento explosivo, [carece de fontes?] foi preso por atirar uma pistola em sua esposa, ferindo-a na perna, fazendo com que ele perdesse o concerto "From Spirituals to Swing" de John Hammond, em NYC naquele ano. Quando suas gravações foram finalmente lançadas, Sonny Terry ocupou seu lugar no início de uma longa carreira de música Folk. As duas últimas sessões de gravação de Fuller foram em Nova York em 1940.